# ブルー・デーモン・ジュニア
ブルー・デーモン・ジュニア（Blue Demon Jr.）のリングネームで知られるルイス・ラバダン・ジュニア（Luis Rabadan Jr.、1966年7月16日 - ）は、メキシコの覆面レスラー。メキシコシティ出身。
ブルー・デモンの養子。

## 来歴
1985年7月26日にティフアナでデビュー。1989年9月にフエルサ・ゲレーラを破りWWA世界ウェルター級王座奪取。
1990年11月23日にビヤエルモサでスペル・アストロを破りWWA世界ミドル級王座を奪取。1993年にはWARに来日、4月5日にはウルティモ・ドラゴンの持つ、UWA世界ミドル級王座に挑戦も奪取失敗。
1995年3月13日にナウカルパンでMS1・ジュニアを破りナショナルクルーザー級王座を奪取。
1997年にブラック・デモンを破りUWA世界ジュニアヘビー級王座奪取。
1999年にAAA入り、同年4月にペロ・アグアヨ・ジュニア & ラ・パルカ・ジュニア & マスカラ・サグラダ･ジュニアと組んでチャーリー・マンソン & ニグマ & メイ・フラワー & エル・ピクド組みを破りナショナルアトミコス王座を奪取。
2008年3月にワンナイトトーナメントでWWA世界ライトヘビー級王座を奪取。同年10月25日にメキシコシティでアダム・ピアースを破りNWA世界ヘビー級王座を奪取し、ルチャドーラーで初の王者となる。
2010年3月に王座陥落。同年NWAメキシコ設立。同年7月23日にメキシコシティでオリバー・ジョンを破りPWR世界ヘビー級王座を奪取。
2013年3月、古巣であるAAAに電撃復帰することが発表された。同月17日、PPVであるレイ・デ・レイエスにてAAA世界ヘビー級王座を保持するテハノ・ジュニアに挑戦するが敗戦し、奪取するに至らなかった。

## 得意技
- エル・プルポ

現在のフィニッシャー。シャープシューター。
- スタナー
- ハリケーンラナ

## 獲得タイトル
NWA
- NWA世界ヘビー級王座 : 1回

WWA
- WWA世界ライトヘビー級王座 : 1回
- WWA世界ミドル級王座 : 1回
- WWA世界ウェルター級王座 : 1回

AAA

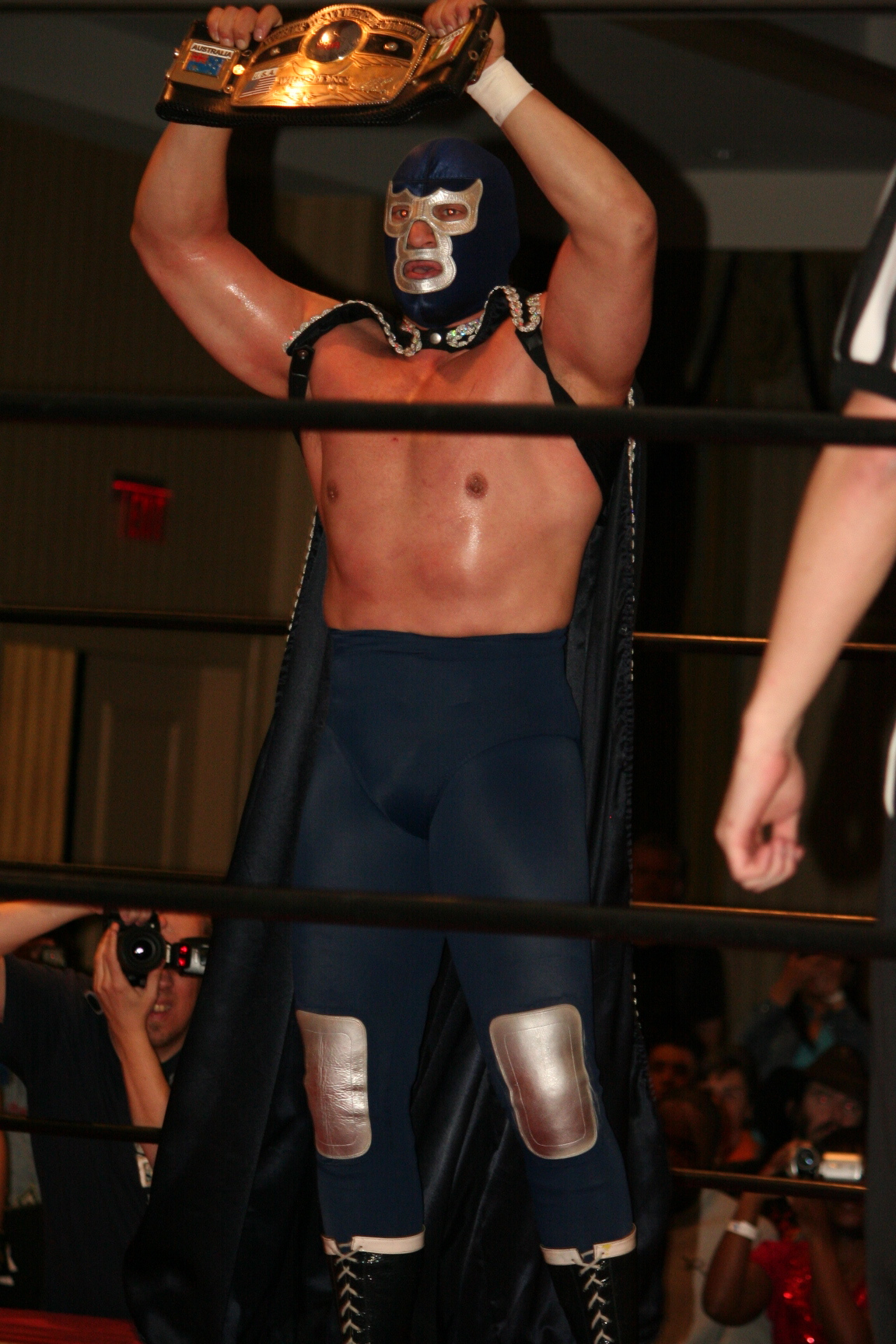
NWA世界ヘビー級王者時代

- メキシコナショナルアトミコス王座 : 1回

w / ラ・パルカ・ジュニア & ペロ・アグアヨ・ジュニア & マスカラ・サグラダ・ジュニア
- メキシコナショナルクルーザー級王座 : 1回

その他
- IWAS世界ヘビー級王座 : 1回
- WOW世界ヘビー級王座 : 1回
- PWR世界ヘビー級王座 : 1回
- UWA世界ジュニアヘビー級王座 : 1回